# Luis Fonsi
Luis Fonsi, född 15 april 1978 i San Juan, Puerto Rico, är en puertoricansk sångare. Han är mest känd för hitlåten "Despacito".
Sedan 1 oktober 2017 är musikvideon till låten "Despacito" den näst mest sedda videon på Youtube efter "Baby Shark".
Den 11 december 2009 framförde Fonsi sin musik under Nobels fredspriskonsert i Oslo.